# Nell'acqua
Nell'acqua è un singolo del progetto musicale Rezophonic, scritto da Mario Riso e Caparezza.
Il brano, che vede la partecipazione di Caparezza, Cristina Scabbia, Roy Paci, Mario Riso, Livio Magnini, Fabio Mittino, William Nicastro, è stato pubblicato e trasmesso dalle radio a partire dal 25 settembre 2009.
Con Nell'acqua Rezophonic ha sostenuto il progetto idrico di AMREF Italia che ha come scopo la realizzazione di pozzi d'acqua nel Kajiado, ai confini tra Kenya e Tanzania, infatti il brano affronta la tematica dello "spreco" d'acqua nelle società occidentali e l'allarmante difficoltà di reperimento della risorsa in Paesi in cui il problema idrico si trasforma in vera e propria emergenza umanitaria.
Il brano riprende il concetto di archè del filosofo Talete, cioè l'acqua come principio di vita.

## Tracce
1. Nell'acqua – 3:46 (Caparezza, Mario Riso)
2. Nell'acqua (instrumental) – 3:44 (Caparezza, Mario Riso)

## Formazione
- Caparezza - voce
- Livio Magnini - chitarra
- Fabio Mittino - chitarra
- William Nicastro - basso
- Mario Riso - batteria
- Roy Paci - tromba
- Cristina Scabbia - cori